# Esplanade de Montbenon
L'esplanade de Montbenon est un parc situé dans le centre de la ville de Lausanne. On y trouve notamment le Casino de Montbenon (qui accueillait les projections de la Cinémathèque suisse jusqu'en 2024), le Palais de justice de Montbenon et une statue de Guillaume Tell.

## Histoire
Des vignes poussent sur le site de Montbenon jusqu'à ce que la ville les rachète en 1345 et transforme cet espace en une place de fête et d'exercice militaire. En 1814, une promenade est aménagée et des arbres sont plantés.
En 1902, un mécène parisien offre à la ville la Statue de Guillaume Tell, sculptée par Antonin Mercié, en souvenir de l'accueil réservé aux soldats de l'armée Bourbaki internés en Suisse en 1871. Il légua ensuite une somme pour la Chapelle de Guillaume Tell qui fut construite en 1917. 
Le casino est construit en 1909[réf. nécessaire] et le jardin du casino en 1949[réf. nécessaire]. Depuis 1981, le bâtiment abrite la Cinémathèque suisse[réf. nécessaire].  
La place a été agrandie en 1962[réf. nécessaire] par la construction d'un parking souterrain de cinq étages à flanc de colline. La place se prolonge désormais sur le toit du parking, et se termine par une terrasse avec un panorama sur le lac Léman et les Alpes.
Les aménagements actuels (esplanade, promenade Schnetzler, etc.) ont été réalisés entre 1978 et 1984[réf. nécessaire].